# Arneb

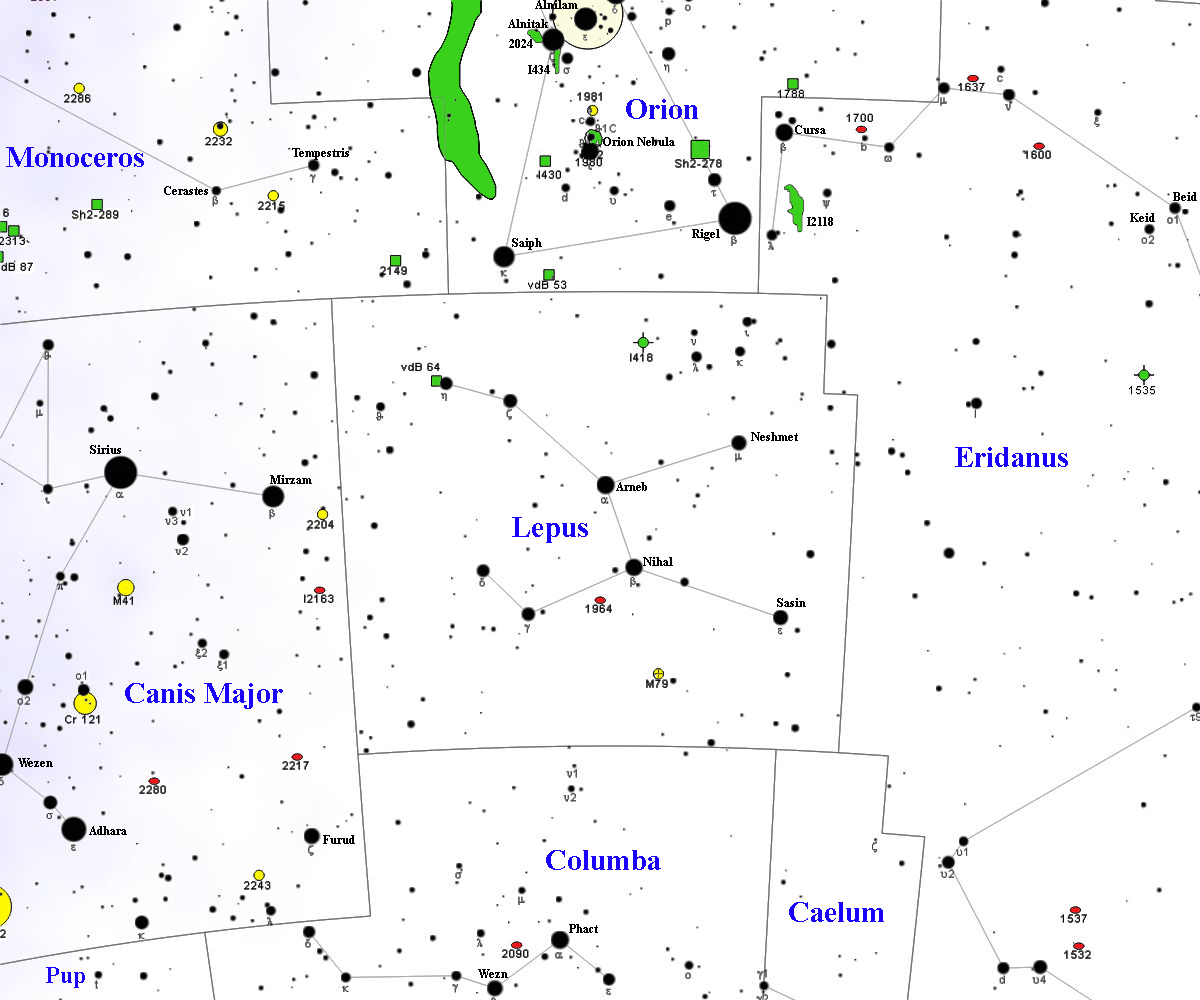
Arneb a la seva constel·lació

Arneb (Alfa de la Llebre / α Leporis) és una estrella de magnitud aparent +2,58, la més brillant a la constel·lació de la Llebre. El seu nom, provinent de l'àrab al-arneb, vol dir "la llebre", al·ludint al conjunt de la constel·lació.
Arneb és una supergegant groga, no molt diferent de  Canopus (α Carinae), i només la seva llunyania uns 1.300  anys llum respecte al sistema solar fa que no aparegui més brillant. Amb una magnitud absoluta de 5,40 és una de les estrelles intrínsecament més lluminoses que es poden observar a simple vista, sent la seva lluminositat equivalent a 13.000 sols. El seu diàmetre és també molt gran, 75 vegades més gran que el del Sol. Té una temperatura superficial de 7000  K.
A la fase final de la seva vida, es pensa que Arneb ja ha passat la fase de supergegant vermella i està en procés de contracció i escalfament, si bé podria ser que estigués a la fase expansió cap a una supergegant vermella.
Com a resultat del procés d'envelliment, presenta un contingut de nitrogen cinc vegades més gran que el solar resultat de la  fusió d'hidrogen a heli a través del cicle CNO, produint nitrogen com a subproducte i un contingut de sodi doble que el del Sol.
En funció de la seva massa estimada, entre 8 i 10 vegades la massa solar, Arneb acabarà els seus dies com una densa nana blanca de mida similar a la de la Terra.